# (37837) 1998 CA2
1998 CA2 (asteroide 37837) é um asteroide da cintura principal. Possui uma excentricidade de 0.15696010 e uma inclinação de 15.15963º.
Este asteroide foi descoberto no dia 9 de fevereiro de 1998 por Beijing Schmidt CCD Asteroid Program em Xinglong.